# Scaphiophryne
Scaphiophryne é um gênero de anfíbios da família Microhylidae.
As seguintes espécies são reconhecidas:
- Scaphiophryne boribory Vences, Raxworthy, Nussbaum & Glaw, 2003
- Scaphiophryne brevis (Boulenger, 1896)
- Scaphiophryne calcarata (Mocquard, 1895)
- Scaphiophryne gottlebei Busse & Böhme, 1992
- Scaphiophryne madagascariensis (Boulenger, 1882)
- Scaphiophryne marmorata Boulenger, 1882
- Scaphiophryne matsoko Raselimanana, Raxworthy, Andreone, Glaw & Vences, 2014
- Scaphiophryne menabensis Glos, Glaw & Vences, 2005
- Scaphiophryne spinosa Steindachner, 1882